# Sehener
Sehener est une princesse égyptienne vivant entre le milieu et la fin de la IIe dynastie. L'identité de son royal père est inconnu.

## Lecture du nom
Le nom de Sehener semble difficile à lire, et plusieurs chercheurs proposent des lectures différentes : James Edward Quibell propose Sehener et Seheneser, Hartwig Altenmüller lit plutôt Sehefener,, Aidan Dodson et Dyan Hilton lisent quant à eux Syhefernerer.

## Attestation
Sehener n'est attestée que par sa stèle décorée découverte dans son mastaba 2146-E à Saqqarah. On ne sait pratiquement rien de sa vie, si ce n'est son titre de princesse. Cependant, la stèle richement décorée pourrait indiquer que Sehener était assez riche et d'une certaine importance. On ne sait pas non plus de qui elle était la fille exactement. Le style de décoration conduit des égyptologues comme James Edward Quibell et Hartwig Altenmüller à une datation entre le milieu et la fin de la IIe dynastie.

## Titres
En tant que princesse, Sehener porte plusieurs titres d'élite et de piété dont « Fille du roi » (sȝ.t-nsw).

## Stèle

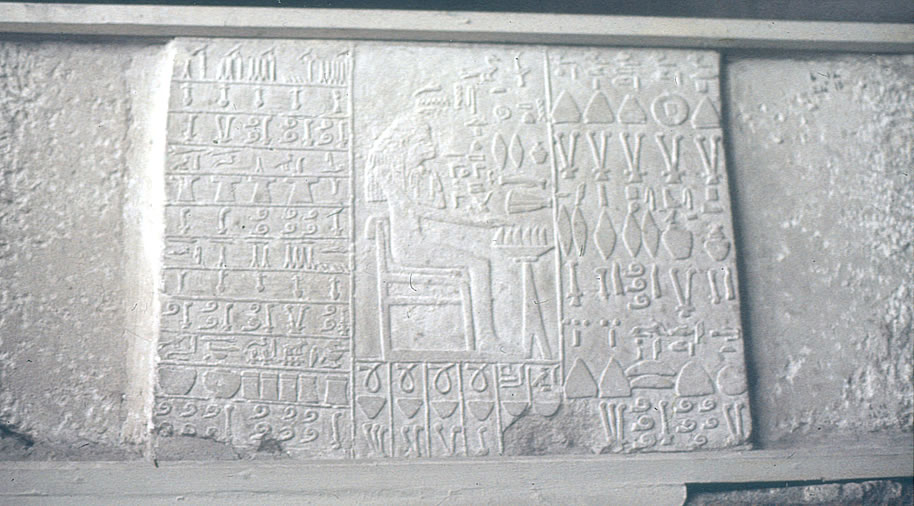
La stèle richement décorée de Sehener

La stèle de Sehener a été trouvée par James Edward Quibell dans la chambre funéraire très endommagée du mastaba 2146-E à Saqqarah. Elle est en pierre calcaire finement polie et mesurant 112 × 52 cm. La scène d'offrande se trouve au centre de la dalle et occupe un espace de 57 × 42 cm,.
Sehener est représentée assise, portant une coiffure finement bouclée se terminant par de longues et délicates tresses. Elle est vêtue d'une robe moulante nouée au-dessus de son épaule gauche, le nœud étant constitué d'une lanière en forme de nœud d'Isis. Elle porte également un délicat collier de perles. Sehener regarde vers la droite et tend la main vers une sorte de pain ou de gâteau sur une table d'offrandes. La moitié droite de la fenêtre d'apparition est décorée de la disposition habituelle des offrandes.
L'ensemble de la table d'offrandes est entouré d'une vaste liste de stockage sous forme de compartiments bien rangés. Chaque compartiment fournit l'étiquetage exact de chaque produit en hiéroglyphes, ainsi qu'une miniature de l'objet lui-même. En outre, des chiffres hiéroglyphiques indiquent la quantité de chaque produit funéraire. La stèle de Sehener est peut-être l'exemple le plus ancien connu à cet égard.

## Sépulture
La tombe de Sehener est un petit mastaba (2146-E) à Saqqarah. La tombe est très endommagée et la plus grande partie de l'intérieur a été détruite par des pilleurs de tombes. L'intérieur se composait d'un simple couloir se terminant par une chambre funéraire unique. On pense que la chambre funéraire est le lieu d'exposition original de la stèle en dalles, comme il était d'usage à la IIe dynastie,.